# Liste der Nummer-eins-Hits in Österreich
Die Nummer-eins-Hits der Musikbranche in Österreich werden von GfK Entertainment im Auftrag von IFPI Austria ermittelt. Seit 1965 werden die österreichischen Hitparaden erstellt und seit 7. Jänner 1990 werden die Verkaufszahlen der Singles in Österreich wöchentlich ausgewertet und in der Zeitschrift Musikmarkt veröffentlicht.
Die offizielle Ausstrahlung der Hitparade erfolgt dienstags auf dem österreichischen Sender Ö3 in der Sendung Ö3 Austria Top 40 durch Jana Petrik bzw. Martin Ziniel.
- v
- d
- b

## Musiker mit den meisten Nummer-eins-Hits
- 21:  RAF Camora
- 18:  Capital Bra / Joker Bra
- 11:  Bonez MC
- 09:  The Beatles
- 06:  Boney M.,  Ed Sheeran,  Eminem und  Samra
- 05:  Christina Stürmer,  David Guetta,  Luciano,   Mero,  Rainhard Fendrich,  Rihanna und  Apache 207
- 04:  Black Eyed Peas,  Justin Bieber,  Lady Gaga,  Rednex und  Tokio Hotel

## „Dauerbrenner“ nach Singles
Diese Liste beinhaltet alle Singles – in chronologischer Reihenfolge nach ihrer Verweildauer absteigend – die mindestens zehn Wochen an der Chartspitze der österreichischen Singlecharts standen:

### 18 Wochen
- Elton John – Something About the Way You Look Tonight / Candle in the Wind ’97 (28. September 1997 – 31. Jänner 1998)

### 17 Wochen
- The Archies – Sugar, Sugar (15. November 1969 – 14. März 1970)
- Boney M. – Daddy Cool (15. November 1976 – 14. März 1977)
- Boney M. – Rivers of Babylon (15. Mai – 14. September 1978)
- Mariah Carey – All I Want for Christmas Is You (4. Jänner – 10. Jänner 2019, 3. Jänner – 9. Jänner, 11. Dezember – 31. Dezember 2020, 8. Jänner – 14. Jänner, 10. Dezember – 30. Dezember 2021, 29. November – 26. Dezember 2022, 12. Dezember – 25. Dezember 2023, 2. Jänner – 8. Jänner 2024, 3. Dezember – 9. Dezember 2024)

### 16 Wochen
- Luis Fonsi feat. Daddy Yankee – Despacito (28. April – 17. August 2017)

### 15 Wochen
- Tones and I – Dance Monkey (20. September – 12. Dezember, 20. Dezember – 26. Dezember 2019, 10. Jänner – 16. Jänner, 24. Jänner – 30. Jänner 2020)

### 13 Wochen
- Nini Rosso – Il silenzio (Abschiedsmelodie) (15. Mai – 14. August 1965)
- Frank Sinatra – Strangers in the Night (15. August – 14. November 1966)
- Sandie Shaw – Puppet on a String (15. Mai – 14. August 1967)
- Albert West – Ginny Come Lately (15. September – 14. Dezember 1973)
- Terry Jacks – Seasons in the Sun (15. April – 14. Juni 1974)
- George Baker Selection – Paloma Blanca (15. August – 14. November 1975)
- Boney M. – Ma Baker (15. Juni – 14. September 1977)
- Salt ’n’ Pepa – Let’s Talk About Sex (17. November 1991 – 15. Februar 1992)
- 4 Non Blondes – What’s Up (15. August – 13. November 1993)
- O-Zone – Dragostea din tei (20. Juni – 18. September 2004)
- DJ Ötzi & Nik P. – Ein Stern (… der deinen Namen trägt) (16. Februar – 10. Mai, 18. Mai – 24. Mai 2007)
- Ed Sheeran – Shape of You (20. Jänner – 13. April, 21. April – 27. April 2017)

### 12 Wochen
- Matthias Reim – Verdammt, ich lieb’ Dich (15. Juli – 6. Oktober 1990)
- Roxette – Joyride (31. März – 8. Juni 1991)
- Meat Loaf – I’d Do Anything for Love (But I Won’t Do That) (14. November 1993 – 5. Februar 1994)
- Las Ketchup – The Ketchup Song (Aserejé) (26. September – 18. Dezember 2002)
- Buddy vs.  DJ The Wave – Ab in den Süden (3. Juli – 24. September 2003)
- Lady Gaga – Poker Face (6. März – 28. Mai 2009)
- /  Alan Walker – Faded (5. Februar – 28. April 2016)
- Artemas – I Like the Way You Kiss Me (9. April – 10. Juni, 2. Juli – 22. Juli 2024)
- Alex Warren – Ordinary (25. April – 8. Mai, 6. Juni – 10. Juli und 18. Juli – 21. August 2025)

### 11 Wochen
- Mixed Emotions – You Want Love (Maria, Maria ...) (1. Jänner – 14. Jänner, 1. Februar – 31. März 1987)
- Schnappi, das kleine Krokodil – Schnappi (23. Jänner – 9. April 2005)
- 24kGoldn feat.   Iann Dior – Mood (11. September – 5. November, 20. November – 10. Dezember 2020)
- Nathan Evans – Wellerman (12. März – 22. April, 30. April – 3. Juni 2021)
- Miley Cyrus – Flowers (24. Jänner – 10. April 2023)
- Linkin Park – The Emptiness Machine (17. September – 2. Dezember 2024)

### 10 Wochen
- Rednex – Old Pop in an Oak (29. Jänner – 8. April 1995)
- Rednex – Wish You Were Here (23. Juli – 30. September 1995)
- Puff Daddy feat. Faith Evans & 112 – I’ll Be Missing You (20. Juli – 27. September 1997)
- Los Umbrellos – No tengo dinero (24. Mai – 1. August 1998)
- Anton feat. DJ Ötzi – Anton aus Tirol (18. Februar – 9. März, 17. März – 4. Mai 2000)
- Gnarls Barkley – Crazy (26. Mai – 3. August 2006)
- Kid Rock – All Summer Long (20. Juni – 28. August 2008)
- Bausa – Was du Liebe nennst (10. November – 23. November, 1. Dezember – 28. Dezember 2017, 5. Jänner – 1. Februar 2018)
- Oimara – Wackelkontakt (11. Februar – 17. April 2025)

## Künstler, die gleichzeitig Platz eins der Single- und Albumcharts belegten
| Jahr      | Künstler                        | Single                                                            | Album                                    | Zeitraum                                                                     |
| --------- | ------------------------------- | ----------------------------------------------------------------- | ---------------------------------------- | ---------------------------------------------------------------------------- |
| 1970      | Simon and Garfunkel             | El Condor Pasa (If I Could)                                       | Bridge over Troubled Water               | 9 Wochen (15. Juli – 14. September 1970)                                     |
| 1971      | Peter Alexander                 | Hier ist ein Mensch                                               | Mein Geschenk für dich                   | 8 Wochen (15. Jänner – 14. März 1971)                                        |
| 1971      | George Harrison                 | My Sweet Lord                                                     | All Things Must Pass                     | 9 Wochen (15. März – 14. Mai 1971)                                           |
| 1973      | Les Humphries Singers           | Mexico                                                            | Mexico                                   | 4 Wochen (15. Februar – 14. März 1973)                                       |
| 1974      | Waterloo & Robinson             | Hollywood                                                         | Sing My Song                             | 4 Wochen (15. November – 14. Dezember 1974)                                  |
| 1976      | Waterloo & Robinson             | My Little World                                                   | Songs                                    | 4 Wochen (15. Mai – 14. Juni 1976)                                           |
| 1977      | Boney M.                        | Ma Baker                                                          | Love For Sale                            | 4 Wochen (15. August – 14. September 1977)                                   |
| 1978      | Boney M.                        | Rivers of Babylon                                                 | Nightflight to Venus                     | 4 Wochen (15. August – 14. September 1978)                                   |
| 1979      | Richard Clayderman              | Ballade pour Adeline                                              | Ballade pour Adeline                     | 4 Wochen (15. Jänner – 14. Februar 1979)                                     |
| 1979      | Village People                  | Y.M.C.A.                                                          | Cruisin'                                 | 4 Wochen (15. März – 14. April 1979)                                         |
| 1979      | Boney M.                        | El Lute                                                           | Oceans of Fantasy                        | 4 Wochen (15. Oktober – 14. November 1979)                                   |
| 1980      | Pink Floyd                      | Another Brick in the Wall                                         | The Wall                                 | 9 Wochen (1. März – 30. April 1980)                                          |
| 1980      | Mike Krüger                     | Der Nippel                                                        | Der Nippel                               | 4 Wochen (15. Juni – 14. Juli 1980)                                          |
| 1981      | Barbra Streisand                | Woman in Love                                                     | Guilty                                   | 2 Wochen (1. Jänner – 14. Jänner 1981)                                       |
| 1981      | John Lennon                     | (Just Like) Starting Over                                         | Double Fantasy                           | 2 Wochen (15. Jänner – 31. Jänner 1981)                                      |
| 1981      | Queen                           | Flash                                                             | Flash Gordon – Original Soundtrack Music | 2 Wochen (1. April – 14. April 1981)                                         |
| 1982      | Spider Murphy Gang              | Skandal im Sperrbezirk                                            | Dolce Vita                               | 2 Wochen (1. April – 14. April 1982)                                         |
| 1983      | Nena                            | 99 Luftballons                                                    | Nena                                     | 2 Wochen (15. April – 30. April 1983)                                        |
| 1983      | DÖF                             | Codo                                                              | DÖF                                      | 6 Wochen (1. Juli – 14. August 1983)                                         |
| 1984      | S.T.S.                          | Fürstenfeld                                                       | Überdosis G’fühl                         | 4 Wochen (15. August – 14. September 1984)                                   |
| 1985      | Opus                            | Live Is Life                                                      | Life Is Life                             | 4 Wochen (15. Februar – 28. Februar 1985, 15. März – 31. März 1985)          |
| 1986      | Falco                           | Jeanny, Part I                                                    | Falco 3                                  | 2 Wochen (1. Februar – 14. Februar 1986)                                     |
| 1986      | Erste Allgemeine Verunsicherung | Märchenprinz                                                      | Geld oder Leben!                         | 2 Wochen (1. April – 14. April 1986)                                         |
| 1986      | Eros Ramazzotti                 | Adesso tu                                                         | Nuovi eroi                               | 2 Wochen (15. September – 30. September 1986)                                |
| 1987/1988 | Erste Allgemeine Verunsicherung | Küss’ die Hand, schöne Frau                                       | Liebe, Tod & Teufel                      | 9 Wochen (1. Dezember 1987 – 31. Jänner 1988)                                |
| 1989      | Fine Young Cannibals            | She Drives Me Crazy                                               | The Raw & The Cooked                     | 4 Wochen (1. April – 30. April 1989)                                         |
| 1990      | Lisa Stansfield                 | All Around the World                                              | Affection                                | 1 Woche (21. Jänner – 27. Jänner 1990)                                       |
| 1990      | Sinéad O’Connor                 | Nothing Compares 2 U                                              | I Do Not Want What I Haven’t Got         | 4 Wochen (1. April – 28. April 1990)                                         |
| 1990      | Erste Allgemeine Verunsicherung | Ding Dong                                                         | Neppomuk’s Rache                         | 1 Woche (27. Mai – 2. Juni 1990)                                             |
| 1991      | The Righteous Brothers          | Unchained Melody                                                  | The Very Best Of                         | 2 Wochen (10. Februar – 16. Februar 1991, 24. Februar – 2. März 1991)        |
| 1991      | Roxette                         | Joyride (Lied)                                                    | Joyride (Album)                          | 6 Wochen (14. April – 11. Mai 1991, 26. Mai – 8. Juni 1991)                  |
| 1991      | Scorpions                       | Wind of Change                                                    | Crazy World                              | 2 Wochen (11. August – 24. August 1991)                                      |
| 1991      | Bryan Adams                     | (Everything I Do) I Do It for You                                 | Waking Up the Neighbours                 | 2 Wochen (20. Oktober – 2. November 1991)                                    |
| 1992      | Dr. Alban                       | It’s My Life                                                      | One Love                                 | 3 Wochen (14. Juni – 4. Juli 1992)                                           |
| 1993      | Whitney Houston                 | I Will Always Love You                                            | Bodyguard (Soundtrack)                   | 5 Wochen (24. Jänner – 30. Jänner 1993, 7. Februar – 6. März 1993)           |
| 1993      | 4 Non Blondes                   | What’s Up?                                                        | Bigger, Better, Faster, More!            | 10 Wochen (15. August – 23. Oktober 1993)                                    |
| 1993      | Meat Loaf                       | I’d Do Anything for Love (But I Won’t Do That)                    | Bat Out of Hell II: Back Into Hell       | 1 Woche (5. Dezember – 11. Dezember 1993)                                    |
| 1994      | Bryan Adams                     | All for Love (mit Rod Stewart & Sting)                            | So Far, So Good                          | 2 Wochen (27. Februar – 12. März 1994)                                       |
| 1994      | Mariah Carey                    | Without You                                                       | Music Box                                | 7 Wochen (15. Mai – 2. Juli 1994)                                            |
| 1995      | The Kelly Family                | An Angel                                                          | Over the Hump                            | 1 Woche (8. Jänner – 14. Jänner 1995)                                        |
| 1996      | The Fugees                      | Killing Me Softly with His Song                                   | The Score                                | 6 Wochen (4. August – 7. September 1996, 15. September – 21. September 1996) |
| 1997      | Backstreet Boys                 | Quit Playing Games (With My Heart)                                | Backstreet Boys                          | 1 Woche (5. Jänner – 11. Jänner 1997)                                        |
| 1997      | No Mercy                        | When I Die                                                        | My Promise                               | 3 Wochen (23. Februar – 15. März 1997)                                       |
| 1997      | Rainhard Fendrich               | Blond                                                             | Blond                                    | 5 Wochen (4. Mai – 17. Mai 1997, 25. Mai – 14. Juni 1997)                    |
| 1997      | Puff Daddy                      | I'll Be Missing You (feat. Faith Evans & 112)                     | No Way Out                               | 2 Wochen (10. August – 23. August 1997)                                      |
| 1997      | Elton John                      | Something About The Way You Look Tonight / Candle in the Wind ’97 | The Big Picture                          | 1 Woche (5. Oktober – 11. Oktober 1997)                                      |
| 1999      | Backstreet Boys                 | I Want It That Way                                                | Millennium                               | 1 Woche (30. Mai – 5. Juni 1999)                                             |
| 1999      | Lou Bega                        | Mambo No. 5 (A Little Bit Of …)                                   | A Little Bit Of Mambo                    | 3 Wochen (1. August – 21. August 1999)                                       |
| 2000      | Anton feat. DJ Ötzi             | Anton aus Tirol                                                   | Das Album                                | 1 Woche (30. April – 6. Mai 2000)                                            |
| 2000      | Bon Jovi                        | It's My Life                                                      | Crush                                    | 1 Woche (11. Juni – 17. Juni 2000)                                           |
| 2001      | Eminem                          | Stan feat. Dido                                                   | The Marshall Mathers LP                  | 1 Woche (4. Februar – 10. Februar 2001)                                      |
| 2001      | No Angels                       | Daylight in Your Eyes                                             | Elle’ments                               | 2 Wochen (25. März – 7. April 2001)                                          |
| 2001      | Kylie Minogue                   | Can’t Get You Out of My Head                                      | Fever                                    | 2 Wochen (21. Oktober – 27. Oktober 2001, 4. November – 10. November 2001)   |
| 2002      | Shakira                         | Whenever, Wherever                                                | Laundry Service                          | 4 Wochen (17. Februar – 23. Februar 2002, 17. März – 6. April 2002)          |
| 2002      | Eminem                          | Without Me                                                        | The Eminem Show                          | 5 Wochen (9. Juni – 13. Juli 2002)                                           |
| 2002      | Herbert Grönemeyer              | Mensch                                                            | Mensch                                   | 2 Wochen (15. September – 28. September 2002)                                |
| 2003      | t.A.T.u.                        | All The Things She Said                                           | 200 km/h in the Wrong Lane               | 2 Wochen (9. Februar – 22. Februar 2003)                                     |
| 2004      | Anastacia                       | Left Outside Alone                                                | Anastacia                                | 3 Wochen (11. April – 1. Mai 2004)                                           |
| 2005      | Schnappi                        | Schnappi, das kleine Krokodil                                     | Schnappi Und Seine Freunde               | 3 Wochen (13. März – 2. April 2005)                                          |
| 2005      | Madonna                         | Hung Up                                                           | Confessions on a Dance Floor             | 1 Woche (25. November – 1. Dezember 2005)                                    |
| 2006/2007 | Monrose                         | Shame                                                             | Temptation                               | 2 Wochen (22. Dezember 2006 – 4. Jänner 2007)                                |
| 2007      | Avril Lavigne                   | Girlfriend                                                        | The Best Damn Thing                      | 1 Woche (11. Mai – 17. Mai 2007)                                             |
| 2007      | James Blunt                     | 1973                                                              | All the Lost Souls                       | 2 Wochen (28. September – 11. Oktober 2007)                                  |
| 2008      | Timbaland                       | Apologize (presents OneRepublic)                                  | Shock Value                              | 1 Woche (11. Jänner – 17. Jänner 2008)                                       |
| 2008      | Leona Lewis                     | Bleeding Love                                                     | Spirit                                   | 1 Woche (8. Februar – 14. Februar 2008)                                      |
| 2009      | Mando Diao                      | Dance with Somebody                                               | Give Me Fire!                            | 1 Woche (27. Februar – 5. März 2009)                                         |
| 2009      | Lady Gaga                       | Poker Face                                                        | The Fame                                 | 1 Woche (27. März – 2. April 2009)                                           |
| 2009      | Robbie Williams                 | Bodies                                                            | Reality Killed the Video Star            | 1 Woche (20. November – 26. November 2009)                                   |
| 2010      | Lady Gaga                       | Bad Romance                                                       | The Fame Monster                         | 1 Woche (8. Jänner – 14. Jänner 2010)                                        |
| 2011      | Pietro Lombardi                 | Call My Name                                                      | Jackpot                                  | 1 Woche (10. Juni – 16. Juni 2011)                                           |
| 2013      | Daft Punk                       | Get Lucky feat. Pharrell Williams                                 | Random Access Memories                   | 1 Woche (31. Mai – 6. Juni 2013)                                             |
| 2014      | Helene Fischer                  | Atemlos durch die Nacht                                           | Farbenspiel                              | 1 Woche (7. Februar – 13. Februar 2014)                                      |
| 2014      | Cro                             | Traum                                                             | Melodie                                  | 1 Woche (20. Juni – 26. Juni 2014)                                           |
| 2015      | Adele                           | Hello                                                             | 25                                       | 1 Woche (4. Dezember – 10. Dezember 2015)                                    |
| 2017      | Ed Sheeran                      | Shape of You                                                      | ÷                                        | 2 Wochen (17. März – 30. März 2017)                                          |
| 2017      | Wanda                           | Columbo                                                           | Niente                                   | 1 Woche (20. Oktober – 26. Oktober 2017)                                     |
| 2018      | Bonez MC & RAF Camora           | Nummer unterdrückt                                                | Palmen aus Plastik 2                     | 1 Woche (19. Oktober – 25. Oktober 2018)                                     |
| 2019      | Capital Bra                     | Rolex feat. Summer Cem & KC Rebell                                | CB6                                      | 1 Woche (26. April – 2. Mai 2019)                                            |
| 2021      | Olivia Rodrigo                  | Good 4 U                                                          | Sour                                     | 1 Woche (18. Juni – 24. Juni 2021)                                           |
| 2021      | RAF Camora                      | Zukunft                                                           | Zukunft                                  | 1 Woche (30. Juli – 5. August 2021)                                          |
| 2021      | Ed Sheeran                      | Shivers                                                           | =                                        | 1 Woche (12. November – 18. November 2021)                                   |
| 2021      | Adele                           | Easy on Me                                                        | 30                                       | 1 Woche (3. Dezember – 9. Dezember 2021)                                     |

## Künstler, die sich selbst auf Platz eins ablösten

### Als Interpret
- 1969 –  The Beatles – Get Back → The Ballad of John and Yoko
- 1979 –  Boney M. – Daddy Cool → Sunny
- 1979 –  Smokie – Living Next Door to Alice → Lay Back in the Arms of …
- 2013 –  Pharrell Williams – Get Lucky (von Daft Punk feat. Pharrell) → Blurred Lines (von Robin Thicke feat. T.I. & Pharrell)
- 2019 –  Capital Bra – DNA (von KC Rebell feat. Summer Cem & Capital Bra) → Capital Bra je m’appelle
- 2019 –  Capital Bra – Wir ticken (mit Samra) → Cherry Lady
- 2020 –  Bonez MC – Roadrunner → In meinem Benz (AK Ausserkontrolle feat. Bonez MC)
- 2021 –  RAF Camora – Zukunft → Blaues Licht (feat. Bonez MC)

### Als Autor
- 2008 –  Max Martin – So What (von P!nk) → Hot n Cold (von Katy Perry)
- 2013 –  Pharrell Williams – Get Lucky (von Daft Punk feat. Pharrell) → Blurred Lines (von Robin Thicke feat. T.I. & Pharrell)
- 2019 –  Capital Bra – DNA (von KC Rebell feat. Summer Cem & Capital Bra) → Capital Bra je m’appelle
- 2019 –  Capital Bra – Wir ticken (mit Samra) → Cherry Lady
- 2020 –  Bonez MC – Roadrunner → In meinem Benz (AK Ausserkontrolle feat. Bonez MC)
- 2021 –  RAF Camora – Zukunft → Blaues Licht (feat. Bonez MC)
- 2021 –  The Cratez – Zukunft (von RAF Camora) → Blaues Licht (von RAF Camora feat. Bonez MC)

### Als Produzent
- 2008 –  Ryan Tedder – Apologize (von Timbaland presents OneRepublic) → Bleeding Love (von Leona Lewis)
- 2019 –  Konstantin Scherer und Vincent Stein – Harami (von Samra) → Rolex (von Capital Bra feat. Summer Cem & KC Rebell)
- 2021 –  The Cratez – Zukunft (von RAF Camora) → Blaues Licht (von RAF Camora feat. Bonez MC)

## Künstler, die sich mehr als ein Mal hintereinander gegeneinander ablösten
- 1982 –  F. R. David – Words →  Relax – Weil i di mog →  F. R. David – Words →  Relax – Weil i di mog
- 1992 –  Erasure – Abba-esque (EP) →  Edelweiss – Raumschiff Edelweiss →  Erasure – Abba-esque (EP) →  Edelweiss – Raumschiff Edelweiss
- 1993 –  Charles & Eddie – Would I Lie to You →  Whitney Houston – I Will Always Love You →  Charles & Eddie – Would I Lie to You →  Whitney Houston – I Will Always Love You
- 1994 –  Lucilectric – Hey Süßer →  Rednex – Cotton-Eye Joe →  Lucilectric – Hey Süßer →  Rednex – Cotton-Eye Joe
- 1996 –  Fools Garden – Lemon Tree →  Los del Río – Macarena →  Fools Garden – Lemon Tree →  Los del Río – Macarena
- 1996 –  Fugees – Killing Me Softly with His Song →  Unique II – Break My Stride →  Fugees – Killing Me Softly with His Song →  Unique II – Break My Stride
- 1998 –  Pras Michel feat. Ol’ Dirty Bastard introducing Mýa – Ghetto Supastar (That Is What You Are) →  Des’ree – Life →  Pras Michel feat. Ol’ Dirty Bastard introducing Mýa – Ghetto Supastar (That Is What You Are) →  Des’ree – Life →  Pras Michel feat. Ol’ Dirty Bastard introducing Mýa – Ghetto Supastar (That Is What You Are)
- 2002 –  Nickelback – How You Remind Me →  Shakira – Whenever, Wherever →  Nickelback – How You Remind Me →  Shakira – Whenever, Wherever
- 2007 –  Rihanna feat.  Jay-Z – Umbrella →  Monrose – Hot Summer →  Rihanna feat.  Jay-Z – Umbrella →  Monrose – Hot Summer
- 2009 –  The Black Eyed Peas – I Gotta Feeling →  Marit Larsen – If a Song Could Get Me You →  The Black Eyed Peas – I Gotta Feeling →  Marit Larsen – If a Song Could Get Me You
- 2012 –  Michel Teló – Ai Se Eu Te Pego! →  Sean Paul – She Doesn’t Mind →  Michel Teló – Ai Se Eu Te Pego! →  Sean Paul – She Doesn’t Mind
- 2012 –  Psy – Gangnam Style →  Rihanna – Diamonds →  Psy – Gangnam Style →  Rihanna – Diamonds
- 2017 –  Ed Sheeran – Perfect →  Bausa – Was du Liebe nennst →  Ed Sheeran – Perfect →  Bausa – Was du Liebe nennst
- 2018 –  Dynoro &  Gigi D’Agostino – In My Mind →  Bonez MC &  RAF Camora – Kokain →  Dynoro &  Gigi D’Agostino – In My Mind →  Bonez MC &  RAF Camora – Nummer unterdrückt →  Dynoro &  Gigi D’Agostino – In My Mind
- 2021 –  The Kid Laroi & Justin Bieber – Stay →  RAF Camora – 2CB (feat. Luciano) →  The Kid Laroi & Justin Bieber – Stay →  RAF Camora – Guapa